# 20 de Noviembre, Palenque
20 de Noviembre är en ort i Mexiko.   Den ligger i kommunen Palenque och delstaten Chiapas, i den sydöstra delen av landet, 800 km öster om huvudstaden Mexico City. 20 de Noviembre ligger 265 meter över havet och antalet invånare är 491.
Terrängen runt 20 de Noviembre är huvudsakligen kuperad, men den allra närmaste omgivningen är platt. Terrängen runt 20 de Noviembre sluttar norrut. Runt 20 de Noviembre är det ganska glesbefolkat, med 34 invånare per kvadratkilometer. Närmaste större samhälle är Palenque, 16,1 km nordväst om 20 de Noviembre. I omgivningarna runt 20 de Noviembre växer i huvudsak städsegrön lövskog.